# São Raimundo EC (AM)
Az São Raimundo Esporte Clube, röviden São Raimundo (AM), labdarúgócsapatát 1918. november 18-án alapították a brazíliai Manausban. Amazonas állam első osztályú bajnokságában szerepel.

## Sikerlista

### Állami
- 7-szeres Amazonense bajnok: 1961, 1966, 1997, 1998, 1999, 2004, 2006

## Játékoskeret
2014. április 13-tól
| # |     | Poszt | Név               |
| - | --- | ----- | ----------------- |
|   | BRA | K     | Julião            |
|   | BRA | K     | Leandro Roberto   |
|   | BRA | V     | Getúlio           |
|   | BRA | V     | Junior Bahia      |
|   | BRA | V     | Tião              |
|   | BRA | V     | Alberto Conceição |
|   | BRA | KP    | Carlos            |
|   | BRA | KP    | Adonias           |
|   | BRA | KP    | Joaldo            |

| # |     | Poszt | Név            |
| - | --- | ----- | -------------- |
|   | BRA | KP    | Régis Pitbull  |
|   | BRA | KP    | William        |
|   | BRA | KP    | Clailson       |
|   | BRA | KP    | Michel Carioca |
|   | BRA | CS    | Jaiminho       |
|   | BRA | CS    | Marinho        |
|   | BRA | CS    | Mauricelio     |
|   | BRA | CS    | Dandô          |
|   | BRA | CS    | Franclin       |